# Lopholaena
 Lopholaena  Augustin Pyramus de Candolle, 1838 è un genere di piante angiosperme dicotiledoni della famiglia delle Asteraceae (sottofamiglia Asteroideae).

## Etimologia
L'etimologia del nome del genere deriva dal greco antico: "lopho" (= ciuffo di setole, criniera).
Il nome scientifico del genere è stato definito dal botanico Augustin Pyramus de Candolle (1778-1841) nella pubblicazione " Prodromus Systematis Naturalis Regni Vegetabilis ... (DC.)" ( Prodr. [A. P. de Candolle] 6: 335  ) del 1838.

## Descrizione

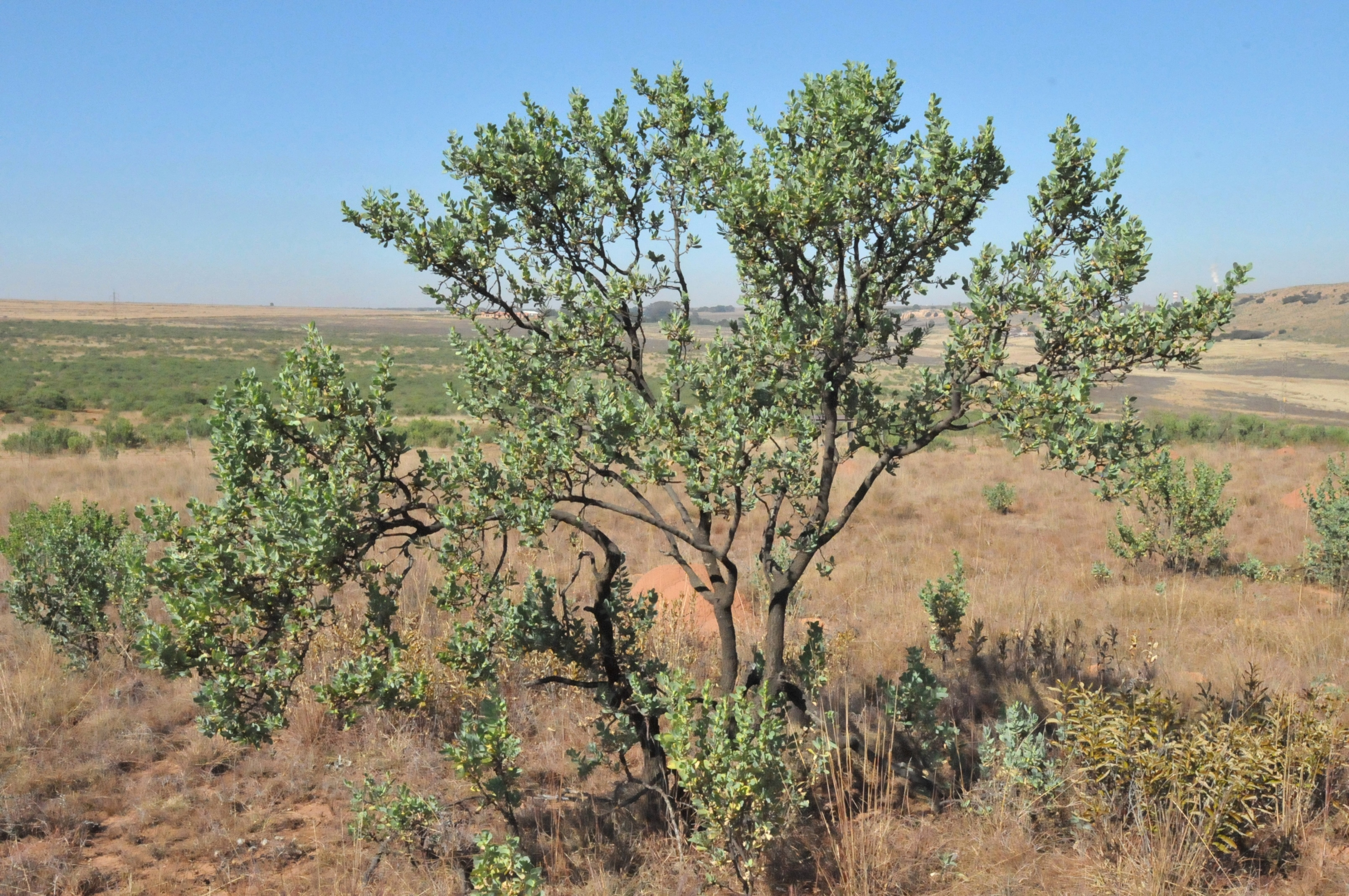
Il portamento
Lopholaena coriifolia

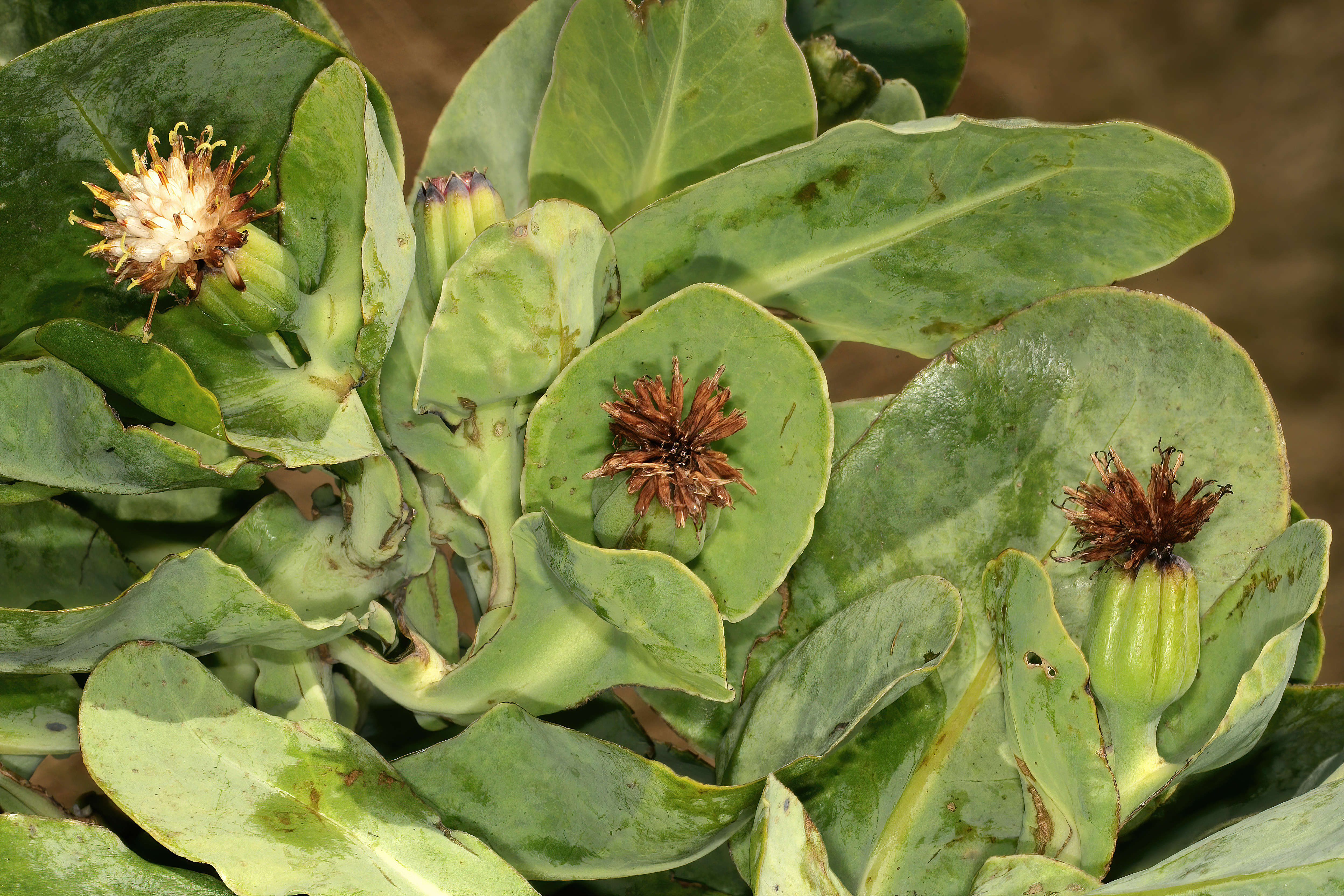
Le foglie
Lopholaena platyphylla

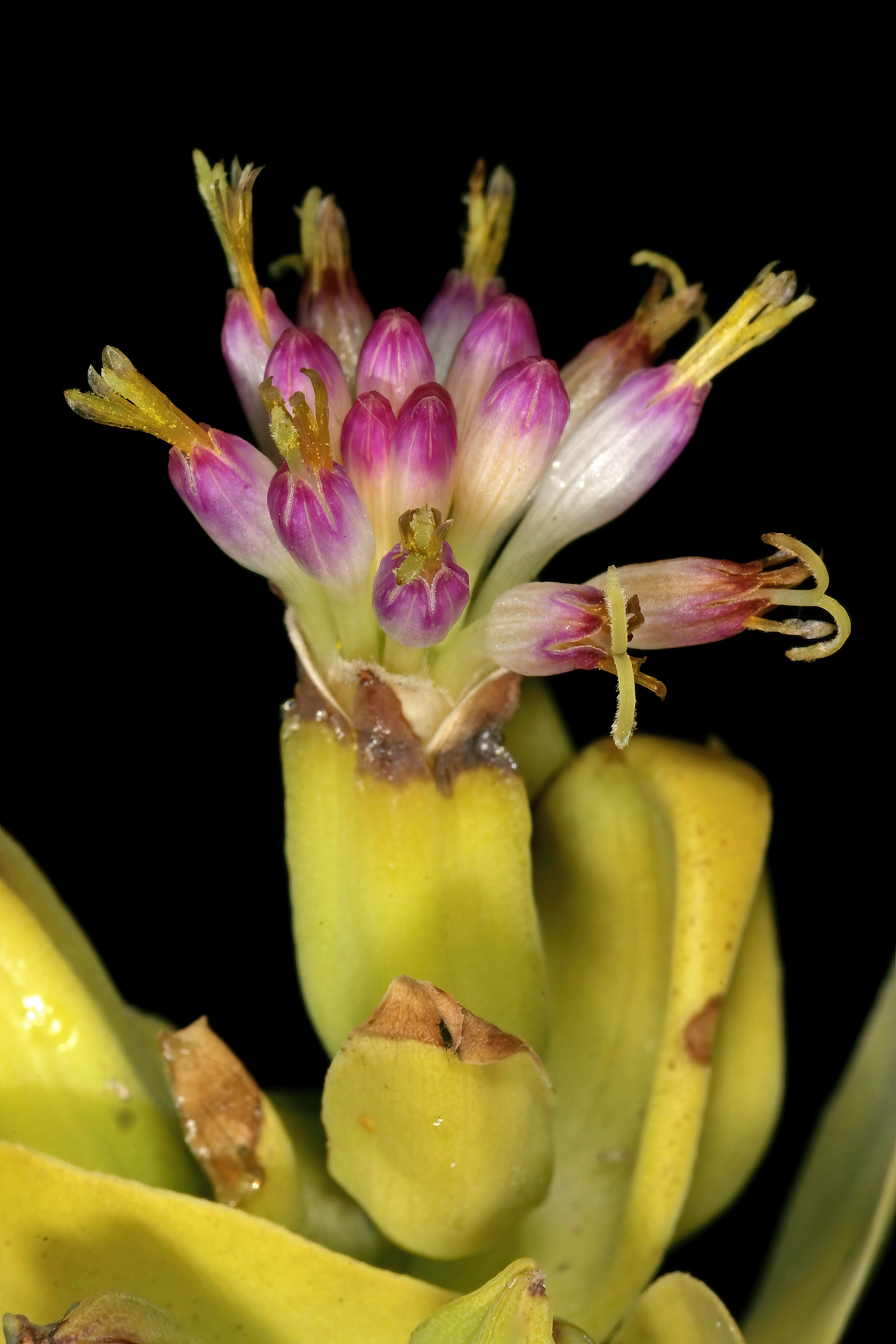
Infiorescenza
Lopholaena coriifolia

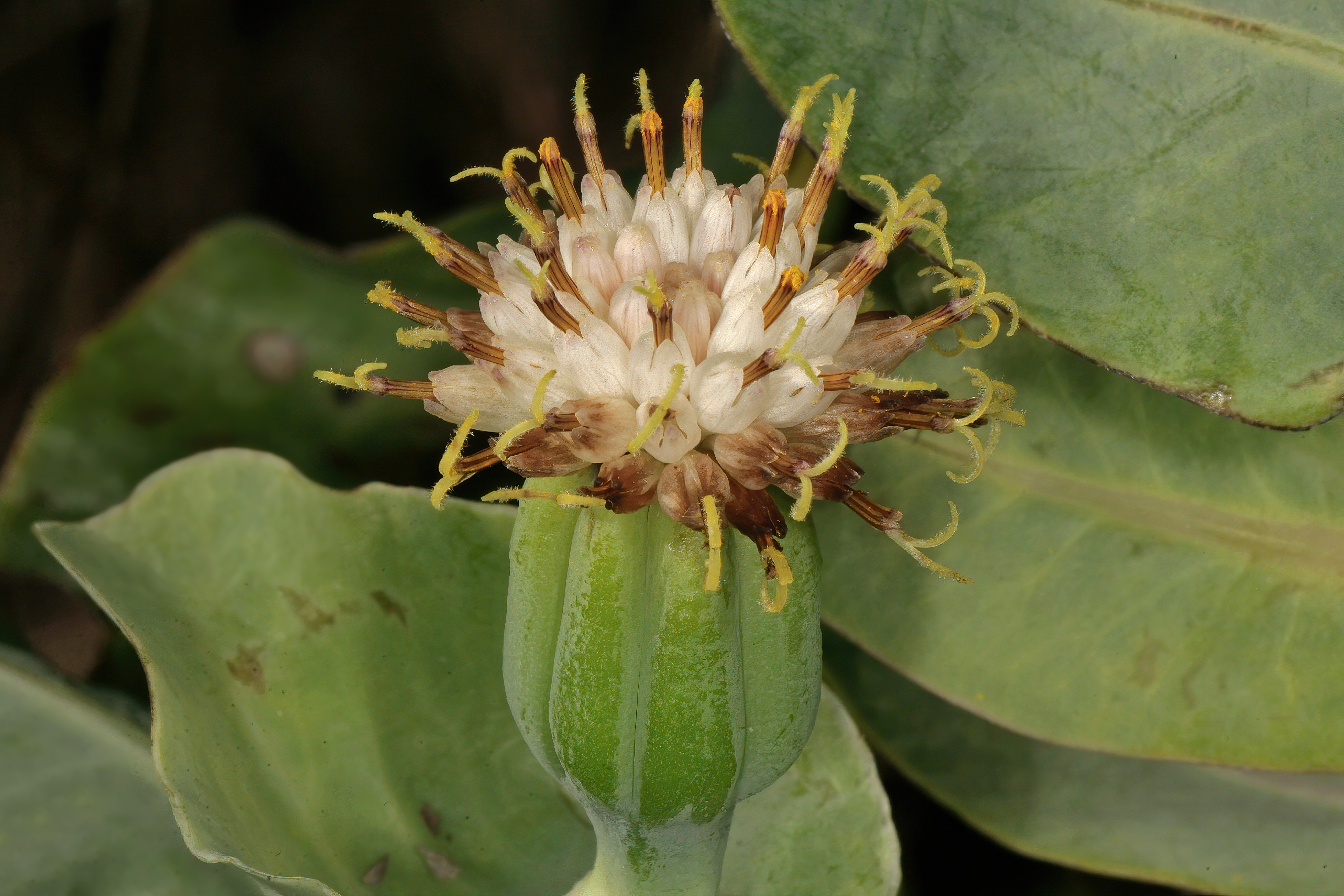
I fiori
Lopholaena platyphylla

Habitus. Il genere comprende piante erbacee a ciclo biologico perenne o portamenti arbustivi con spessi rizomi. L'altezza di queste piante varia da pochi centimetri fino a circa un metro.
Fusto. La parte aerea è eretta, semplice o ramosa.
Foglie. Le foglie cauline sono disposte in modo alternato. Sono sessili con lamina intera e forme da oblunghe a obovate e con bordi seghettati. La consistenza è carnosa o coriacea.
Infiorescenza. Le sinflorescenze sono composte da capolini solitari o in formazioni corimbose-panicolate. Le infiorescenze vere e proprie sono formate da un capolino terminale peduncolato a forma discoidale (di tipo discoide) e non è sotteso da un calice di brattee. In particolare i capolini sono composti da un involucro formato da diverse brattee, connate e carenate, disposte in modo più o meno embricato su alcune serie, al cui interno un ricettacolo fa da base ai fiori di tipo tubuloso. Il ricettacolo in genere è nudo (senza pagliette) e può essere peloso o glabro.
Fiori.  I fiori, solamente tubulosi, sono tetra-ciclici (formati cioè da 4 verticilli: calice – corolla – androceo – gineceo) e pentameri (calice e corolla formati da 5 elementi). Sono inoltre ermafroditi (bisessuali) e actinomorfi.
- Formula fiorale:

*/x K {\displaystyle \infty }, [C (5), A (5)], G 2 (infero), achenio
- Calice: i sepali del calice sono ridotti ad una coroncina di squame.
- Corolla: nella parte inferiore i petali della corolla sono saldati insieme e formano un tubo. In particolare la corolla termina con delle fauci dilatate a raggiera con cinque lobi. I colori sono bianco, rosa e porpora.
- Androceo: gli stami sono 5 con dei filamenti liberi; le antere invece sono saldate fra di loro e formano un manicotto che circonda lo stilo (sono inoltre prive di appendici filiformi). Le antere normalmente sono senza coda ("ecaudate") e sono tetrasporangiate, raramente sono bisporangiate. Il tessuto endoteciale è radiale o polarizzato. Il polline è tricolporato (tipo "helianthoid").[11]
- Gineceo: lo stilo è biforcato (raramente unico) con due stigmi nella parte apicale; gli stigmi hanno delle aree stigmatiche separate, sono provvisti di appendici allungate e subulate. L'ovario è infero uniloculare formato da 2 carpelli.

Frutti. I frutti sono degli acheni con pappo. La forma dell'achenio è ellittico-oblunga con superficie glabra o papilloso-pelosa. Il carpoforo è indistinto o distinto e ha la forma di un anello apicale. Il pappo in genere è bianco e formato da una più serie di snelle setole barbate.

## Biologia
Impollinazione: l'impollinazione avviene tramite insetti (impollinazione entomogama tramite farfalle diurne e notturne).
Riproduzione: la fecondazione avviene fondamentalmente tramite l'impollinazione dei fiori (vedi sopra).
Dispersione: i semi (gli acheni) cadendo a terra sono successivamente dispersi soprattutto da insetti tipo formiche (disseminazione mirmecoria). In questo tipo di piante avviene anche un altro tipo di dispersione: zoocoria. Infatti gli uncini delle brattee dell'involucro (se presenti) si agganciano ai peli degli animali di passaggio disperdendo così anche su lunghe distanze i semi della pianta. Inoltre per merito del pappo il vento può trasportare i semi anche a distanza di alcuni chilometri (disseminazione anemocora).

## Distribuzione e habitat
La distribuzione delle specie di questo genere è relativca all'Africa meridionale.

## Tassonomia
La famiglia di appartenenza di questa voce (Asteraceae o Compositae, nomen conservandum) probabilmente originaria del Sud America, è la più numerosa del mondo vegetale, comprende oltre 23.000 specie distribuite su 1.535 generi, oppure 22.750 specie e 1.530 generi secondo altre fonti (una delle checklist più aggiornata elenca fino a 1.679 generi). La famiglia attualmente (2021) è divisa in 16 sottofamiglie; la sottofamiglia Asteroideae è una di queste e rappresenta l'evoluzione più recente di tutta la famiglia.

### Filogenesi
Il genere di questa voce appartiene alla sottotribù Othonninae della tribù Senecioneae (una delle 21 tribù della sottofamiglia Asteroideae). In base ai dati filogenetici la sottotribù, all'interno della tribù, occupa una posizione più o meno centrale e insieme alla sottotribù Senecioninae forma un "gruppo fratello".
I seguenti caratteri sono distintivi per la sottotribù:
- l'areale di origine della maggior parte delle specie è africana ("Sub-Saharan Africa");
- la forma e la disposizione delle brattee dell'involucro è varia;
- questo gruppo inoltre mostra notevoli variazioni in alcuni caratteri morfologici, come la forma e la disposizione delle foglie, l'indumento, il tipo di infiorescenza e il colore dei fiori.

La struttura principale della sottotribù è formata da una politomia di tre subcladi: (1) Gymnodiscus e Crassothonna, (2) Euryops, (3) Othonna, Hertia e Lopholaena. Il genere Lopholaena si trova, da un punto di vista filogenetico, vicino ai generi Othonna e  Hertia (in particolare con quest'ultimo forma un "gruppo fratello" - insieme condividono i rami dello stilo distintamente irsuti o papillosi abassialmente).
I caratteri distintivi per le specie del genere  Lopholaena sono:
- le foglie sono più o meno succulente;
- i capolini sono del tipo discoide;
- il colore dei fiori è bianco, rosa o porpora;
- i rami dello stilo hanno delle appendici lungamente papillose.

### Elenco delle specie
Questo genere ha 20 specie:
- Lopholaena acutifolia R.E.Fr.
- Lopholaena alata  P.A.Duvign.
- Lopholaena brickellioides  S.Moore
- Lopholaena cneorifolia  S.Moore
- Lopholaena coriifolia  (Sond.) E.Phillips & C.A.Sm.
- Lopholaena decurrens  (Hutch.) E.Phillips & C.A.Sm.
- Lopholaena dehniae  Merxm.
- Lopholaena deltombei  P.A.Duvign.
- Lopholaena disticha  S.Moore
- Lopholaena dolichopappa  S.Moore
- Lopholaena dregeana  DC.
- Lopholaena festiva  Brusse
- Lopholaena glaucescens  E.Phillips & C.A.Sm.
- Lopholaena longipes  Thell.
- Lopholaena phyllodes  S.Moore
- Lopholaena platyphylla  Benth.
- Lopholaena segmentata  S.Moore
- Lopholaena trianthema  (O.Hoffm.) B.L.Burtt
- Lopholaena ussanguensis  S.Moore
- Lopholaena whyteana  (Britten) E.Phillips & C.A.Sm.